# マザー・アース (イギリスのバンド)
マザー・アース (Mother Earth) は、イギリスのアシッドジャズ・バンドである。1990年代に興ったアシッド・ジャズ・ムーヴメントではジェイムス・テイラー・カルテットやコーデュロイらとともに一世を風靡した4人組の音楽グループである。ボーカルのマット・デイトンはソロでもアルバムをリリースしている。

## ディスコグラフィ

### スタジオ・アルバム
- 『ストーンド・ウーマン』 - Stoned Woman (1992年)
- 『ザ・ピープル・トゥリー』 - The People Tree (1993年)
- 『ユー・ハヴ・ビーン・ウォッチング』 - You Have Been Watching (1995年)

### ライブ・アルバム
- 『ザ・デザイヤード・エフェクト (マザー・アース・ライヴ)』 - The Desired Effect (1995年)

### コンピレーション・アルバム
- 『ベスト・オブ・ジ・アシッド・ジャズ・イヤーズ』 - The Best Of The Acid Jazz Years (1999年)
- Time of the Future (2001年)
- The Further Adventures of Mother Earth (2004年)

### EP
- Mr. Freedom (1993年)
- Grow Your Own EP (1993年)
- Free Thinker EP (1995年)

### シングル
- "Hope You're Feeling Better" (1992年) ※サンタナのカバー
- "Jesse" (1993年)
- "Find It" (1994年)
- "Institution Man" (1994年)